# Rhinoppia gomozovae
Rhinoppia gomozovae är en kvalsterart som först beskrevs av Gordeeva och Karppinen 1988.  Rhinoppia gomozovae ingår i släktet Rhinoppia och familjen Oppiidae. Inga underarter finns listade i Catalogue of Life.